# زیمون ینش
زیمون ینش (انگلیسی: Simon Jentzsch؛ زادهٔ ۴ مهٔ ۱۹۷۶) بازیکن فوتبال اهل آلمان است.
از باشگاه‌هایی که در آن بازی کرده‌است می‌توان به باشگاه فوتبال آگسبورگ، باشگاه فوتبال وولفسبورگ، باشگاه فوتبال مونیخ ۱۸۶۰، باشگاه فوتبال کارلسروهه و باشگاه فوتبال اوردینگن ۰۵ اشاره کرد.
وی همچنین در تیم‌های ملی فوتبال زیر ۲۱ سال آلمان و تیم ملی ب فوتبال آلمان بازی کرده‌است.